# Palciîk, Katerînopil
Palciîk (în ucraineană Пальчик) este localitatea de reședință a comunei Palciîk din raionul Katerînopil, regiunea Cerkasî, Ucraina.

## Demografie
Componența lingvistică a localității Palciîk
     Ucraineană (98,18%)
     Rusă (1,42%)
Conform recensământului din 2001, majoritatea populației localității Palciîk era vorbitoare de ucraineană (98,18%), existând în minoritate și vorbitori de rusă (1,42%).